# FBXO11
FBXO11‏ (F-box protein 11) هوَ بروتين يُشَفر بواسطة جين FBXO11 في الإنسان.